# Motivo (psicologia)
Em psicologia a palavra motivo designa um traço de personalidade relativamente estável que determina quão importantes são para a pessoa determinados objetivos, ou seja, é uma disposição da personalidade voltada à valoração das consequências de uma ação. Desde meados do século XX (Murray, 1938) o termo motivo tem um significado próprio, diferente de motivação, que designa a disposição momentânea do indivíduo para agir, que é variável.
Motivos podem ser vistos também como componentes do processo de autocontrole, uma vez que eles permitem ao indivíduo encontrar maneiras criativas e flexíveis (isto é, que se adaptam a novas situações) de satisfazer suas necessidades. Além disso eles auxiliam o esforço da pessoa de corresponder às expectativas geradas pela autoimagem, pelos objetivos pessoais, pelos valores individuais e culturais, pelos papéis sociais. Os motivos auxiliam o processo de organização e representação cognitiva das experiências de vida ligadas à satisfação de necessidades, sobretudo das possibilidades de ação percebidas implicitamente, ou seja, não conscientes.